# Laccainsäure A
Die Laccainsäure A ist ein Anthrachinonderivat und Hauptbestandteil des roten Farbstoffs Lac Dye, der aus den Lackschildläusen gewonnen wird. Das Gemisch der Laccainsäuren A–E wird auch als C.I. Natural Red 25 (Naturrot 25) bezeichnet.

## Vorkommen und Verwendung
Laccainsäure A ist ein Anthrachinonfarbstoff, der wie die Karminsäure oder die Kermessäure aus Schildläusen gewonnenen wird.